# 151430 Nemunas
151430 Nemunas è un asteroide della fascia principale. Scoperto nel 2002, presenta un'orbita caratterizzata da un semiasse maggiore pari a 3,0689989 UA e da un'eccentricità di 0,1023933, inclinata di 2,72967° rispetto all'eclittica.
L'asteroide è dedicato al fiume Nemunas, uno dei maggiori tra quelli che sfociano nel mar Baltico. 